# Alan King Tennis Classic 1972
L'Alan King Tennis Classic 1972 è stato un torneo di tennis giocato sul cemento. È stata la 1ª edizione dell'Alan King Tennis Classic, che fa parte del World Championship Tennis 1972. Si è giocato a Las Vegas negli USA, dal 1° al 7 maggio 1972.

## Campioni

### Singolare
John Newcombe ha battuto in finale  Cliff Drysdale con il punteggio di 6–3, 6–4

### Doppio
Roy Emerson /  Rod Laver hanno battuto in finale  John Newcombe /  Tony Roche per abbandono